# Local Group Suspect
En astronomie, le terme de Local Groupe Suspect, ou LGS désigne un ensemble de cinq galaxies naines considérées comme susceptibles d'appartenir à la structure dont fait partie notre Voie lactée, le Groupe local. Ces cinq objets, notés simplement LGS 1, LGS 2, LGS 3, LGS 4 et LGS 5, ont été découverts en 1978 à partir de clichés profonds effectués à l'observatoire du Mont Palomar, certains ayant cependant été observés auparavant. Leur statut de « suspect » est principalement dû au fait qu'ils sont situés dans la direction approximative de la galaxie d'Andromède (M31), dont ils ont été supposés être des satellites. En réalité, seule une seule d'entre elles, LGS 3, est effectivement identifiée comme faisant partie du Groupe Local.

## Présentation des trois «suspects»
LGS 1 s'est avérée être une galaxie à faible brillance de surface située bien au-delà du Groupe Local : sa vitesse de récession est de l'ordre de 4 000 km/s.
LGS 4 est également un objet lointain, dont la vitesse de récession est supérieure à 7 000 km/s.
La nature de LGS 2 et LGS 5 est plus incertaine. LGS 2 a été supposée être soit une galaxie naine, soit une nébuleuse par réflexion de notre Galaxie.
Seule LGS 3 a été clairement identifiée comme étant du Groupe Local. L'identification s'est faite par la mesure de sa vitesse radiale négative, signifiant que la galaxie se rapprochait de la nôtre (à environ 300 km/s). Elle a par la suite été appelée galaxie naine des Poissons du fait de sa nature et de la constellation où elle se trouvait.

## Référence
- (en) Sidney van den Bergh, The Galaxies of the Local Group, Cambridge University Press, 2000, 328 p. (ISBN 0521651816), page 198.